# Женская сборная России по хоккею с мячом
Женская сборная России по хоккею с мячом представляет Россию на международных соревнованиях по хоккею с мячом среди женщин. Образована в 1992 году. Является правопреемницей сборных СССР и СНГ. С 2004 года выступает на чемпионатах мира среди женщин: во всех розыгрышах она неизменно занимала второе место, уступая сборной Швеции; только в 2014 году россиянки выиграли чемпионский титул. С 2022 сборная России по политическим причинам отстранена от участия на чемпионатах мира.

## Статистика выступлений на чемпионатах мира
| Год  | Место (участников) |
| ---- | ------------------ |
| 2004 | место (5)          |
| 2006 | место (6)          |
| 2007 | место (7)          |
| 2008 | место (7)          |
| 2010 | место (6)          |
| 2012 | место (6)          |
| 2014 | место (6)          |
| 2016 | место (7)          |
| 2018 | место (8)          |
| 2020 | место (8)          |

## Прочие достижения
- Серебряный призёр Кубка мира (1992)

Ринк-бенди
- Чемпион мира (1998)
- Вице-чемпион мира (1994)
- Бронзовый призёр (1996)

## Главные тренеры
| Главный тренер      | Годы работы |
| ------------------- | ----------- |
| Александр Скирденко | 1992—1994   |
| Николай Чегодаев    | 1994—1995   |
| Александр Скирденко | 1995—1997   |
| Сергей Огородников  | 1998        |
| Александр Скирденко | 1999—2003   |
| Александр Межуев    | 2004—2005   |
| Александр Скирденко | 2006        |
| Зоя Именохоева      | 2007—2011   |
| Александр Межуев    | 2012—н. в.  |

## Состав

### На чемпионате мира 2006 года
1. Губина Елена врат. ДЮСШ «Рекорд» Иркутск
2. Никонова Екатерина врат. ДЮСШ «Рекорд» Иркутск
3. Данилова Елена защ. ДЮСШ «Рекорд» Иркутск
4. Михайлова Галина защ. ДЮСШ «Рекорд» Иркутск
5. Русаева Регина защ. «Надежда» Уфа
6. Дмитриева Оксана защ. ПХК «Рекорд» Иркутск
7. Игонина Екатерина п/защ. ДЮСШ «Рекорд» Иркутск
8. Игонина Анна п/защ. ДЮСШ «Рекорд» Иркутск
9. Каркавцева Ирина п/защ. «Буревестник» Архангельск
10. Спрыгина Екатерина п/защ. ДЮСШ «Рекорд» Иркутск
11. Низовцева Ольга, напад. ДЮСШ «Рекорд» Иркутск
12. Талаленко Татьяна, напад. ДЮСШ «Рекорд» Иркутск
13. Проньшина Оксана напад. ДЮСШ «Рекорд» Иркутск
14. Лосьева Надежда напад. «Буревестник» Архангельск
15. Игнатьева Лидия напад. «Буревестник» Архангельск
16. Климова Анастасия напад. «Буревестник» Архангельск

Главный тренер — Скирденко Александр Петрович г. Архангельск
Тренер — Именохоева Зоя Владимировна г. Иркутск

### На чемпионате мира 2012 года
| Номер | Позиция | Игрок                          | Дата рождения | Клуб                  | Рост / вес |
| ----- | ------- | ------------------------------ | ------------- | --------------------- | ---------- |
| 1     | Вратарь | кмс Екатерина Жаркова          | 17.05.1991    | «Рекорд»              | 170/66     |
| 30    | Вр      | мс Татьяна Андрюшина           | 27.12.1986    | «Зоркий»              | 174 / 55   |
| 22    | Защ     | мс Галина Михайлова            | 03.12.1989    | «Рекорд»              | 160 / 54   |
| 66    | Защ     | кмс Екатерина Шляхина          | 10.10.1992    | «Рекорд»              | 172 / 65   |
| 7     | Защ     | мс Наталья Владимирова         | 19.07.1987    | «Рекорд»              | 171 / 56   |
| 25    | ПЗ      | кмс Мария Тхир                 | 30.04.1992    | «Рекорд»              | 164 / 60   |
| 8     | Нап     | мс Оксана Проньшина            | 10.07.1983    | «Рекорд»              | 169 /67    |
| 5     | ПЗ      | мс Анна Игонина                | 12.12.1987    | «Рекорд»              | 168 / 60   |
| 17    | Нап     | кмс Екатерина Беспрозванных    | 11.12.1991    | «Рекорд»              | 162 / 54   |
| 11    | Нап     | мс Татьяна Гуринчик            | 02.11.1983    | «Рекорд»              | 170/65     |
| 20    | Защ     | кмс Светлана Маслёнкина        | 31.10.1993    | «Рекорд»              | 171 / 52   |
| 10    | Нап     | кмс Елена Рыбакова             | 13.09.1992    | «Рекорд»              | 170 /58    |
| 9     | Защ     | мс Карина Липанова             | 02.06.1995    | «Зоркий»              | 160 /58    |
| 21    | Нап     | мс Кристина Прокофьева         | 04.09.1991    | «Зоркий»              | 156 /55    |
| 23    | ПЗ      | мс Регина Прокофьева           | 04.09.1991    | «Зоркий»              | 156 /55    |
| 29    | ПЗ      | кмс Ольга Богданова            | 18.01.1994    | «Зоркий»              | 170 /60    |
|       |         | Кандидаты (расширенный состав) |               |                       |            |
|       | Вр      | мс Елена Воронкова             | 08.07.1991    | «Зоркий»              | 168 / 58   |
|       | Вр      | кмс Валентина Казакова         | 15.04.1994    | «Уфимочка»            | 170 / 65   |
|       | Защ     | мсмк Оксана Дмитриева          | 28.12.1976    | «Рекорд»              | 162 / 65   |
|       | ПЗ      | кмс Виктория Жирякова          | 05.09.1994    | «Уралочка-СДЮСШОР-18» | 163 / 53   |
|       | ПЗ      | кмс Анна Крохина               | 14.10.1993    | «Уралочка-СДЮСШОР-18» | 160 / 52   |
|       | ПЗ      | мс Диана Липанова              | 13.06.1992    | «Зоркий»              | 156 / 48   |
|       | Нап     | мс Евгения Жандарова           | 22.09.1995    | «Зоркий»              | 170 / 70   |

### Состав начемпионате мира 2016 года
| Номер | Позиция      | Игрок                        | Дата рождения | Клуб                       | Рост / вес |
| ----- | ------------ | ---------------------------- | ------------- | -------------------------- | ---------- |
|       | Вратарь      | мсмк Татьяна Андрюшина       | 27.12.1986    | сборная Московской области | 172 / 62   |
|       | Вратарь      | мсмк Альмира Хорошевская     | 21.06.1993    | «Рекорд» Иркутск           | 170 / 53   |
|       | Защитник     | мсмк Наталья Алфёрова        | 19.07.1987    | «Рекорд» Иркутск           | 171 / 56   |
|       | Защитник     | мсмк Галина Михайлова        | 3.12.1989     | «Хаммарбю»                 | 162 / 58   |
|       | Защитник     | кмс Ангелина Родина          | 4.07.1998     | сборная Московской области | 170 / 60   |
|       | Защитник     | мсмк Мария Тхир              | 30.04.1992    | «Рекорд» Иркутск           | 164 / 60   |
|       | Полузащитник | мсмк Екатерина Беспрозванных | 11.12.1991    | «Рекорд» Иркутск           | 162 / 54   |
|       | Полузащитник | кмс Анастасия Денисова       | 25.11.1997    | «Рекорд» Иркутск           | 163 / 57   |
|       | Полузащитник | мсмк Анна Игонина            | 12.12.1987    | «Рекорд» Иркутск           | 168 / 60   |
|       | Полузащитник | мсмк Диана Липанова          | 13.06.1992    | сборная Московской области | 156 / 47   |
|       | Полузащитник | мсмк Карина Липанова         | 02.06.1995    | сборная Московской области | 158 / 55   |
|       | Полузащитник | кмс Кристина Машинская       | 12.05.1998    | «Рекорд» Иркутск           | 155 / 54   |
|       | Полузащитник | мсмк Оксана Проньшина        | 10.07.1983    | «Рекорд» Иркутск           | 169 / 67   |
|       | Полузащитник | мсмк Ольга Родионова         | 11.04.1985    | «Рекорд» Иркутск           | 170 / 80   |
|       | Полузащитник | мсмк Екатерина Тищенко       | 14.07.1985    | «Рекорд» Иркутск           | 165 / 70   |
|       | Нападающий   | мсмк Ольга Богданова         | 18.01.1994    | «Рекорд» Иркутск           | 170 / 62   |
|       | Нападающий   | мсмк Татьяна Гуринчик        | 2.11.1983     | «Рекорд» Иркутск           | 170 / 65   |